# 닥터 후
《닥터 후》(영어: Doctor Who)는 BBC에서 제작, 방영되는 영국의 드라마 시리즈이다. 1963년 11월 23일에 첫 방송된 닥터 후는 기네스 북에 등재된 세계에서 가장 오랫동안 방영되고 있는 SF 드라마 시리즈이자, 시청률과 DVD 판매량, 책 판매량, 아이튠즈 접속 트래픽 등에서 역대로 가장 성공한 SF 드라마 시리즈이기도 하다.
닥터라 알려진 신비한 외계인 타임로드가 옛 영국의 경찰 전화박스를 본딴 타임 머신, 타디스를 타고 여행하면서 겪는 일들을 그리고 있는 이 시리즈는 영국 서브 컬처 문화의 중요한 부분을 차지하고 있다. BBC 라디오 워크숍에서 만든 닥터 후 오프닝의 기계음과 타임 머신 타디스는 닥터 후와 영국의 컬트 텔레비전 시대를 상징하는 대표적 아이콘이 되었고, 뿐만 아니라 닥터 후 시리즈에서 가장 악랄한 악당으로 등장했던 달렉은 특히 인기가 높아 후에 《옥스퍼드 영어사전》에 등재되고, 달렉의 대사였던 'Exterminate! (말살시켜라!)'는 영국에서 유행어가 되었다.
2013년 11월 23일 방영 50주년을 맞았으며, 이날 50주년 기념 스페셜 에피소드인 〈The Day of the Doctor〉(닥터의 날)이 동시에 전 세계 방영되며 기네스북에 오르기도 했다. 10년 뒤인 2023년 11월에는 60주년 스페셜을 맞이하였으며, 이 시즌부터 디즈니 플러스를 통해 전세계에 방영된다.
대한민국에서 닥터 후는 1977년 KBS에서 《후박사의 모험》으로 처음 소개되었으며, 새 닥터 후 시리즈는 2005년부터 KBS 2TV를 거쳐, 현재는 KBS 1TV에서 해외걸작드라마로 방영되고 있다.

## 역사

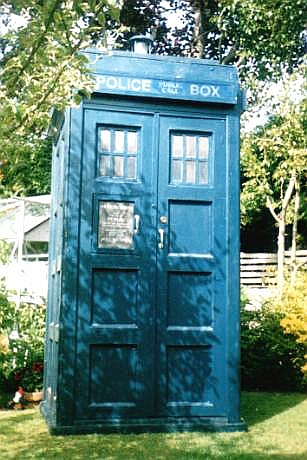
타디스 (The TARDIS)

### 총괄
닥터 후는 BBC 텔레비전에서 1963년 11월 23일 오후 5시 15분(그리니치 표준시)에 첫 방영되었다. 당시 BBC 드라마 국장인 시드니 뉴만이 시청률 부진을 회복하고자 ‘어린이용 SF 정극 드라마’를 기획하게 되는데, 그 최종 결과물이 닥터 후였다. 배러티 램버트에게 총 프로듀싱을 맡기고 총 각본은 도날드 윌슨, 오프닝을 포함한 음악은 BBC 라디오 워크숍의 론 그레이너가 맡았다. 미국의 케네디 대통령의 서거일 다음 날 방영된 첫 에피소드 〈An Unearthly Child〉(초자연적인 아이)는 차주차 재방송을 하기도 했으나, 이후 두 번째 시리얼인 〈The Daleks〉(달렉들)이 폭발적인 반응을 얻으면서 시드니 뉴만이 1년 동안의 방영을 결정하게 되고, 이것이 닥터 후 시리즈의 시작으로 이어지게 되었다.
이후 1989년 12월 6일까지 모두 26개의 시즌이 BBC One을 통해 방영되었다. 3대 닥터 존 퍼트위가 등장한 시즌 7부터 컬러로 방송되기 시작했고, 이어서 4대 닥터 톰 베이커가 7개의 시즌을 닥터 후와 함께하면서 시리즈의 전성기를 맞았다. 하지만 6대 닥터 콜린 베이커 이후 점점 떨어지는 시청률과 고갈되는 소재가 발목을 잡았고, 결국 1989년 당시 BBC One 편성팀장인 조나단 포웰에 의해 27번째 시리즈가 취소되면서, 닥터후는 7대 닥터 실버스터 맥코이를 끝으로 휴방기에 접어들게 된다. BBC측은 '새 시리즈는 나중에 꼭 방영될 것이다'라는 입장을 천명하였고, 잡지 《닥터 후 매거진》을 꾸준히 발행하면서 휴방기 기간 동안의 팬덤의 유지에도 힘썼다.
BBC는 드라마 부활이라는 약속을 지키기 위해 미국의 컬럼비아 픽처스 텔레비전 부서와 손잡고 1시간짜리 텔레비전 영화 《닥터 후》를 제작, 1996년 5월 27일에 폭스 텔레비전 네트워크를 통해 미국 전역에 방송하였다. 하지만 시청률이 저조하여 시리즈의 부활은 다음 기회로 미뤄져야 했다. 영국에서도 뒤늦게 이 텔레비전 영화가 방영되었는데 910만여 명이 시청하는 기염을 토했다.
이후 라디오 드라마와 오디오북 등으로 간간히 명맥을 이어가다, 2003년 9월에 BBC 웨일스를 통한 자체제작 방식으로 이전 시즌과 텔레비전 영화와 이어지는 내용의 닥터 후 시리즈를 부활시킨다는 발표가 나왔고, 책임 감독이자 총 각본으로 러셀 T. 데이비스를 임명하였다. 2005년 3월 26일 새 닥터 후 시리즈의 1번째 시즌이 시작되었으며, 9대 닥터 크리스토퍼 에클스턴을 거쳐 10대 닥터 데이비드 테넌트가 시리즈의 제 2의 전성기를 불러오면서 SFX 매거진이 선정한 ‘최고의 영국 SF 드라마’에 선정되고 2006년부터 2011년까지 영국 아카데미 텔레비전 어워드의 다양한 부분에서 수상의 영예를 거머쥐는 등의 영예를 안았다. 또한 2007년에는 《토치우드》, 《사라 제인 어드벤쳐》 등의 스핀오프들이 생겨나기도 했다.
이후 2009년 책임 감독 및 총 각본에 《셜록》 시리즈로 유명해진 스티븐 모팻이, 11대 닥터로 맷 스미스가 선정되어 시리즈의 분위기를 일신 하였으며, 2013년 11월 23일 방영 50주년을 맞으며 방영한 〈The Day of the Doctor〉(닥터의 날)는 전 세계 최초로 95개국, 15개 언어로 동시 방영되었으며 이 기록은 세계기록으로 인정받아 기네스 북에 등재되기도 하였다. 2014년부터는 2013년 크리스마스 스페셜을 끝으로 하차한 맷 스미스를 대신해 피터 카팔디가 12대 닥터로 활약하고 있다. 피터 카팔디는 2017년 12월 25일 방영된 크리스마스 특집 <Twice Upon A Time>(옛날 두 옛날에)을 마지막으로 닥터후에서 하차했다.
2016년 1월, BBC는 새로운 책임 감독 및 총 각본에 《브로드처치》 시리즈로 유명한 크리스 칩널을 임명하였으며, 스티븐 모팻은 2017년에 방영되는 시즌 10까지를 책임진다고 발표하였다. 2016년에 또 다른 스핀오프 시리즈인 《클래스》를 방영했다.

### 대한민국에서의 방영
대한민국에서는 《후박사의 모험》이라는 제목으로 KBS를 통해 처음 소개되었다. 1977년 11월 6일부터 1978년 4월 9일까지 매주 일요일 오후 6시부터 25분간 3대 닥터 시리즈인 클래식 시즌 7 ~ 8의 시리얼 중 4개 시리얼을 각각 〈악마의 동굴〉(Doctor Who and the Silurians, 시즌 7 두 번째 시리얼, 7개 에피소드를 5화로 편집 방영), 〈인조인간의 비밀〉(Terror of the Autons, 시즌 8 첫 번째 시리얼), 〈악령〉(The Mind of Evil, 시즌 8 두 번째 시리얼), 〈우주의 식민지〉(Colony in Space, 시즌 8 네 번째 시리얼)라는 부제를 달고 흑백으로 방영하였다. 흥미로운 점은 '닥터'는 '후박사'라는 명칭으로 번역하여 사용하면서도 '마스터' 나 '타임 로드' 등의 명칭은 현재와 같이 외국어 표기법에 따라 음차하여 불렸다는 점이다. 하지만, 이후 에피소드들은 당시 방영되던 《형사 가제트》나 《원탁의 기사》, 《스타스키와 허치》 등의 다른 외화들이 큰 인기를 얻으면서 방영되지 못하였다.
2005년 영국에서 16년만에 닥터 후가 부활한 뒤, 영국에서 시즌 1 방영이 모두 끝나지도 않은 2005년 6월 5일부터 45분간 더빙판(몇몇 화의 예고편은 무더빙 방영)으로 방영을 시작해 그 해 7월 17일까지 KBS2를 통해 매주 일요일 밤 11시 30분에 2편 연속으로 방송되었다. 원래 공사창립 특선으로 기획되었던 만큼 이후 시즌의 방영 계획이 잡혀있지 않았으나, 미드 등의 외화 열풍과 함께 시청자들의 폭발적 반응으로 시즌 2 방영에 대한 요구가 빗발치자 방송 시간을 매주 토요일 오후 1시로 옮겨 2006년 10월 28일부터 2007년 1월 27일까지 매주 1편씩 방영했다.
이후 시즌 3는 다시 시즌 1의 시간대로 옮겨 2007년 12월 16일부터 2008년 2월 3일까지 2편 연속으로 방영하였으며, 시즌 4는 2008년 12월 28일부터 2009년 2월 21일까지 토 ~ 일 밤 12시 25분에 1편씩 방영하였다. 이후 방영이 없다가, 2011년 2월 27일부터 6월 26일 매주 일요일 밤 12시 25분으로 시간을 옮겨 2008 ~ 2010 스페셜과 시즌 5를 연속하여 한 편씩 방영하였으며, 동년 12월 11일부터 2012년 3월 18일까지는 15분 뒤인 매주 일요일 밤 12시 40분으로 시간대를 옮겨 시즌 6을 방영하였다(다만 시즌 6 이전의 2010 크리스마스 스페셜 〈A Christmas Carol〉(크리스마스 캐롤)은 당시 마스터 프린트 미도착 등의 문제로 인해 시즌 7과 함께 방영이 예정되어 있다는 소문이 돌았으나 실제 방영은 이루어지지 않았다.). 시즌 7 방영은 더빙이 이미 완료되어 있다는 소문에도 불구 KBS의 해외 걸작 시리즈 폐지 방침으로 인해 방영이 불가능한 듯 보였으나, 시청자들의 강력한 요구에 따라 외화 시리즈가 부활, 2013년 12월 3일 50주년 스페셜을 먼저 방영하고, 12월 9일부터 2014년 1월 27일까지 매주 월, 화 밤 12시 45분에 시즌 7이 방영되었다.
닥터 후 월드투어의의 한국 투어 일정에서 12대 닥터의 성우를 공개하기도 했던 시즌 8의 경우는, KBS 1TV로 채널을 옮겨 2015년 1월 10일에 50주년 스페셜 재방송을 시작으로 2015년 4월 6일까지 월요일 밤 12시 20분부터 방영하였다. 2015년 9월 14일부터 방영을 시작한 시즌 9의 경우는, 더빙임에도 불구하고 빠르게는 이틀, 길게는 2주간의 짧은 방영 홀드백을 가지고 2015년 12월 28일까지 방영되었다. 시즌 10는 2017년 9월 15일부터 2017년 12월 8일까지 매주 금요일 밤 12시에 방영했다.
한편, 케이블 방송과 스카이라이프에서는 닥터 후의 새 시리즈가 방영되고 있다. FOX 채널이 크리스마스 스페셜을 포함한 시즌 1 ~ 4와 〈The End of Time〉(시간의 끝) 듀올로지, 그리고 시즌 5를 자막 방송한 바 있고, 이후 한국HD방송이 시즌 5부터 후속 시즌들의 판권을 확보, 자회사인 채널 THE M과 채널 N 등의 채널에서 시즌 5 ~ 7을 역시 자막으로 방영하였다. 최근에는 KBS 자회사인 KBS 키즈 채널에서 시즌 5 에피소드들의 더빙판을 종종 재방영해 주고 있기도 하다. IPTV VOD 서비스를 통해서도 B TV를 통해 2010년까지, 올레 TV를 통해서는 2012년부터 자막판을 감상할 수 있다. 한편, BBC 아시아 계열사 일원인 BBC 엔터테인먼트 아시아에서는 뉴 시즌을 1년의 방영 홀드백을 갖고 꾸준히 방영하고 있다가, 50주년 스페셜 동시방영 이벤트를 기점으로 영국에서 방영 24시간이 지난 시점에 자막을 입혀 동시방영하고 있다. 특히 BBC 엔터테인먼트 아시아에서는 시즌 6으로 종영된 닥터 후 메이킹 다큐멘터리 시리즈인 《닥터 후 컨피덴셜》 역시 ‘닥터 후의 비밀’이라는 이름으로 자막 방영한 바 있다.

## 등장 인물

### 닥터
타임로드 종족의 최후의 생존자로, 현재 나이는 2000살 이상의 나이지만 심장이 두 개라는 것을 제외하고 보이는 겉모습은 보통의 인간과 같다. 타디스라는 경찰 비상전화 박스와 같이 생긴 타임머신을 타고 시간 여행을 하고 있다. 장난스러운 어조와 과도한 행동으로 주위를 당황스럽게 하는 경우도 있지만, 방대한 지식과 천재적인 두뇌 능력으로 여러 시간을 돌아다니며 문제를 해결한다. 8대 닥터 시기의 시간 전쟁 이후 최후의 타임로드 종족 생존자가 된 닥터는 이후 상실감을 느끼는 등의 진지한 모습이나 분노하는 모습을 보이기도 한다.

#### 타디스
타임로드들은 ‘시간과 공간의 상대적인 차원’이라는 타디스(TARDIS, Time And Relative Dimension In Space)를 이용해 시간여행을 한다. 닥터의 경우는 200여 세 즈음 박물관에 전시된 타임로드 범죄자 소유의 40 타입의 타디스를 훔쳐(닥터는 훔친 것이 아니라 ‘잠시 빌린 것’이라 주장하며, 타디스는 자신 스스로 ‘닥터를 훔쳐’ 달아났다고 주장) 타고 다니기 시작하였다. 이후 1000여 년 이상 함께 여행을 하며 닥터의 둘도 없는 동행자가 되었다.
타디스는 살아있는 존재이며, 그 의식이 육체 안으로 들어가 실체화될 수도 있지만, 그럴 경우 얼마 안 가 죽음에 이른다는 단점이 있다. ‘바깥보다 안이 넓은’ 구조로 이루어져진 타디스 내부의 크기는 엄청나게 넓으며, 스스로 내부 공간을 ‘창조’할 수 있다. 타디스는 원래 ‘카멜레온 서킷’을 이용해 외부의 모습을 주변 환경에 맞게 바꿀 수 있는데, 닥터의 타디스는 카멜레온 서킷이 고장나 경찰 전화박스에서 그 모습이 굳어지게 되었다. 나중에 6대 닥터가 잠시 카멜레온 서킷을 고쳤으나, 이는 오래 가지 못하고 다시 고장나고 말았다(실제로는 예산 문제로 인해 60년대 영국의 거리에 있었던 경찰 비상전화박스를 모델로 사용한 것이 시초였으며, BBC는 1996년 상표권 등록을 하고 2002년 소송을 통해 영국 경찰로부터 정식으로 소유권을 양도받았다). 이외에도 초고대 언어(초거대 언어도 번역할 수 있지만 그보다 더 오래된 언어는 번역할 수 없다.)와 갈리프레이어를 제외한 모든 언어의 번역능력, 운전자와의 텔레파시 감응 능력, 어떤 종족의 공격도 막아 줄 수 있는 강력한 방어체계 등이 부가기능으로 존재한다.
한편, 최근의 에피소드 중에서 타디스가 파괴될 위험에 처할 때 ‘봉쇄모드’를 사용할 수 있다는 것이 드러났는데, 봉쇄모드 실행을 할 때 타디스의 외형이 갈리프레이어가 적힌 큐브 모양으로 변하게 되며, 이는 타디스의 원형으로 추정된다는 설이 있다.

#### 재생성
타임로드 종족은 13개의 목숨이 있어 자신이 죽을 때가 되면 지식과 기억을 제외한 얼굴, 체격, 말투 등 생체적 특성을 모두 바꿔 완전히 새로운 타임로드가 된다. 대부분은 이러한 속성을 선택할 수 없으나, 필요에 따라서 그것들을 스스로 선택할 수도 있다. 원래는 이러한 설정이 없었지만 1대 닥터인 윌리엄 하트넬이 시즌 4를 촬영하던 중 건강 이상으로 하차하면서 스토리의 연속성을 위해 도입되었다.
하지만 닥터의 재생성 횟수 소진 시기가 다가오면서 닥터의 재생성 횟수를 포함한 재생성 법칙 설정에 대한 논란이 일기 시작했다. 스핀오프인 《사라 제인 어드벤쳐》에서는 현재의 닥터가 재생성이 507번 남았다는 대사를 하기도 하였다. 또한 텔레비전 영화와 새 닥터후 시리즈 시즌 3에서는 이미 13개의 생명을 모두 써 버린 마스터가 부활하기도 했다. 그리고 시즌 4에서는 재생성을 실시하였는데도 형태나 모습이 변하지 않거나, 재생성 과정에서 재생성 에너지를 스스로 잘린 손에 부어넣어 생긴 반인 타임로드가 생겨나기도 하였다. 이어 시즌 6에서는 비 타임로드 종족이 재생성을 하고, 그 사람이 닥터에게 다시 재생성 에너지를 부여하는 등 새 시리즈 이후 재생성 설정이 그대로 유지되고 있는 것인지가 의문에 붙여졌었다.
이러한 의문은 50주년 에피소드였던 〈The Day of the Doctor〉(닥터의 날)에서 지금까지 언급되지 않았던 또 다른 닥터가 존재했음이 밝혀짐에 따라 절정에 이르렀다. 특히 50주년 에피소드 방영 이후 스티븐 모팻이 “닥터의 재생성 주기는 이미 다 소진되었으며, 닥터는 [2013 크리스마스 스페셜에서] 죽을 것이다”라는 취지의 발언을 하면서, 이미 ‘12대 닥터’가 공개되어 있는 상황에서 어떻게 꼬여버린 재생성 설정을 수정해 닥터 후의 새로운 시대를 열게 될까에 대한 기대감이 높아져 갔다.
결국, 2013년 크리스마스 스페셜인 〈The Time of the Doctor〉을 통해 닥터의 재생성 주기와 관련된 설정이 정리되었는데, ‘12번의 재생성, 13번의 삶’이라는 큰 틀은 건드리지 않은 채 닥터의 마지막 죽음의 순간에 타임로드들(50주년 에피소드를 통해 갈리프레이가 시간 전쟁의 소용돌이에서 다른 차원의 우주로 ‘저장’되면서 갈리프레이의 타임로드 동료들 역시 함께 생존하게 되었다)이 닥터에게 새로운 재생성 에너지를 보내준다는 설정을 추가, 재생성 주기를 ‘리셋’하는 방법으로 공식적으로 정리하였다. 다만, 지금까지의 ‘~대 닥터’라는 용어와의 관련성에 대해서 스티븐 모팻은 “워 닥터는 마지막까지 자신을 ‘닥터’라 생각한 적이 없었으며(실제로 〈닥터의 날〉에서, 비록 다른 닥터들이 그를 ‘닥터’로 불릴 자격이 있다고 이야기하지만, 워 닥터는 그 말에 “[자신의 타임라인으로 돌아가면] 곧 잊혀지겠지만...”라고 화답한다), 10대 닥터는 2개의 삶을 살았지만, 성격이나 자신의 정체성이 이전의 삶과 동일했기 때문에 [재생성 이후의 삶을] ‘11대의 삶’이라 칭하기는 어렵다. [따라서 재생성 횟수와 관계 없이 맷 스미스가 ‘11대 닥터’이다].”라고 설명하고 있다.
현재까지 닥터를 연기했던 배우는 다음과 같다. 다만, 공식 타임라인에 포함되지 않는 에피소드에 닥터 역으로 출연하였던 배우들이나 원 배우의 사망 등으로 대역으로 연기하였던 배우들은 제외하였으며, 반대로 ‘워 닥터’로 불리는 50주년 스페셜의 닥터는 ‘닥터’라 불리지 않은 닥터로, 역대 닥터라 보기는 어려우나 닥터 후 스토리라인에서 중대한 가교 역할을 하고 있으므로 추가하였다.
| 닥터 | 이름                               | 시즌          | 연도            | 비고                                                      |
| ---- | ---------------------------------- | ------------- | --------------- | --------------------------------------------------------- |
| 1대  | 윌리엄 하트넬                      | 1~4           | 1963~1966       | - 클래식 시즌 첫 닥터 - 클래식 시즌 최연로 닥터           |
| 2대  | 패트릭 트라우턴                    | 4~6           | 1966~1969       |                                                           |
| 3대  | 존 퍼트위 (더빙: 최응찬)           | 7~11          | 1970~1974       | - 컬러로 방영된 최초의 닥터                               |
| 4대  | 톰 베이커                          | 12~18         | 1974~1981       | - 역대 최장기간 닥터                                      |
| 5대  | 피터 데이비슨                      | 19~21         | 1981~1984       | - 클래식 시즌 최연소 닥터                                 |
| 6대  | 콜린 베이커                        | 21~23         | 1984~1986       |                                                           |
| 7대  | 실베스터 매코이                    | 24~26         | 1987~1989, 1996 | - 클래식 시즌 마지막 닥터                                 |
| 8대  | 폴 맥갠                            | TV 영화       | 1996, 2013      |                                                           |
| 워   | 존 허트 (더빙: 이완호)             | 50주년 스페셜 | 2013            |                                                           |
| 9대  | 크리스토퍼 에클스턴 (더빙: 이정구) | 1 (27)        | 2005            | - 새 시즌 첫 닥터                                         |
| 10대 | 데이비드 테넌트 (더빙: 김승준)     | 2~4 (28~30)   | 2005~2010       | - 새 시즌 최장기간 닥터 - 2번의 목숨을 사용               |
| 11대 | 맷 스미스 (더빙: 김일)             | 5~7 (31~33)   | 2010~2013       | - 역대 최연소 닥터 - 1 재생성주기 마지막 닥터             |
| 12대 | 피터 카팔디 (더빙: 설영범)         | 8~10 (34~36)  | 2013~2017       | - 2 재생성주기 첫 닥터 - 새 시즌 최연로 닥터(워닥터 제외) |
| 13대 | 조디 휘태커                        | 11~13 (37~39) | 2017~2022       | - 첫 여성 닥터                                            |
| 14대 | 데이비드 테넌트                    | 60주년 스페셜 | 2022~2023       | - 10대와 동일 배우의 또 다른 닥터                         |
| 15대 | 슈티 가트와                        | 14~ (40~)     | 2023~현재       | - 현재 닥터&첫 흑인 닥터                                  |

### 동행자
닥터 후의 컴패니언, 즉 동행자는 현재까지 클래식 시즌과 새 시즌을 합해 50여 명(다양한 이유로 인한 중복 등장 및 스핀오프 동행자 제외)이다. 가장 처음 닥터의 동행자로 등장한 사람들은 닥터의 손녀 수잔 포어맨과 그녀의 학교 선생님이었던 바버라 라이트와 이안 체스터톤이었다. 클래식 시즌에서 닥터의 동행자로 나섰던 인물 중에는 UNIT군의 준장(레스브리지-스튜어트)도 있었고, 불량 학생(에이스)도 있었는가 하면, 동료 타임 레이디(로마나)와 로봇 개(K-9)도 있었다.
아래는 2005년부터 방영되고 있는 닥터 후 뉴 시즌의 주요 인물을 설명해 놓은 것이다.

#### 주요 동행자
- 로즈 타일러 (Rose Tyler) | 빌리 파이퍼 (성우 : 오길경)

런던에 한 백화점에서 일하는 평범한 여직원으로, 닥터와 처음 만날 당시 나이는 19세였다. 평범한 인생을 살고 있었으나 위기에 처했을 때 닥터의 도움으로 살아난 후 닥터의 파트너로서 함께 시간 여행을 하고 있다. 대담한 성격과 다정한 마음으로 닥터의 신뢰를 받는다. 닥터가 달렉들 사이에서 최후의 일전을 벌이고 있을 때 로즈는 타디스의 심장부를 열어 시간 소용돌이를 빨아들이기도 했다. 사이버맨과 달렉 간의 싸움인 카나리워프 전쟁에 휩쓸려 평행 지구로 떨어졌었으나, 시즌 4에서 우주의 위기를 해결하기 위해 다시 닥터의 세계로 돌아온다. 그 후 닥터의 잘린 손에서 생긴 반인 닥터와 함께 평행 지구에서 산다.
- 마사 존스 (Martha Jones) | 프리마 아기에먼 (성우 : 조진숙)

의사 지망생으로, 우연히 사건 때문에 병원에 온 닥터와 만나게 된 후 닥터의 동행자로서 여행을 함께하게 된다. 마스터의 음모로 인류가 멸망할 위기에 놓이자 닥터의 지시대로 닥터를 부활시켜 인류를 구했으며, 이후 닥터를 떠나 의사 공부를 마치고 UNIT군의 일원이 되며, 캡틴 잭의 부탁을 받고 토치우드의 사건들을 해결하는데도 도움을 준다. 이후 달렉의 지구 침공을 무사히 이겨낸 뒤에는 UNIT을 그만두고 프리랜서로 활동하게 된다.
- 도나 노블 (Donna Noble) | 캐서린 테이트 (성우 : 소연 (시즌 3), 강희선 (시즌 4~2008-2010 스페셜))

결혼식 도중 얘기치 못하게 타디스로 빨려들어온 여인이다. 그 후 닥터와 이별하지만, 이내 후회하고 오랜 시간 닥터를 찾아다니다 결국 닥터를 만나 함께 여행을 다닌다. 이후 도나가 닥터와의 보이지 않는 시간 인과에 묶여있는 중요한 존재임이 밝혀지며, 달렉의 침공이나 갈리프레이의 부활 등의 중대한 사건에서 활약하게 된다. 달렉 침공 과정에서 도나는 재생성 에너지를 흡수해 반인 타임로드인 '닥터-도나'가 되지만, 부작용이 우려돼 이내 닥텅을 소거당한 채 돌려보내지게 된다.
- 에이미(아멜리아) 폰드 (Amy(Amelia) Pond) | 캐런 길런 (성우 : 김지혜)

7세 때 집안 마당으로 떨어진 닥터를 만나 14년을 기다린 끝에 동행자로서 함께하게 된다. 로리 윌리엄스와 함께 최초의 ‘부부 동행자’라는 기록을 가지고 있으며, 닥터가 돌아오기까지 그를 상상 속의 친구로 여겼다. 닥터와 처음 만날 당시 나이는 21세이며, 직업은 키스 배달부(파티에서 주인공에게 대신 키스해주는 직업)였다. 집 안에 타디스의 폭발 때문에 생긴 시간의 틈이 있어 자라는 동안 그대로 시간의 소용돌이가 에이미의 머릿속에 들이부어졌다. 제 2의 빅뱅이 일어나고 지워져가는 닥터의 시간을 '기억해 냄'으로써 되살렸다. 우는 천사에 의해 과거에 갇히기 전까지 햇수로 10여 년을 함께 여행했으며, 닥터의 아내인 리버송을 낳기도 하였다.
- 클라라 (오스윈) 오스왈드 (Clara (Oswin) Oswald) | 제나 콜먼 (성우 : 안찬이)

닥터의 일생 동안 그를 위기에서 구해주는 ‘불가능한 소녀’. ‘위대한 지성’이 닥터의 무덤 속 닥터의 타임라인 속으로 뛰어들면서 바꿔놓은 닥터의 생을 되돌려 놓기 위해 스스로 닥터의 타임라인 안으로 뛰어든다. 이후 그녀는 수백만 가지의 버전으로 동시다발적으로 태어나면서 닥터의 일생 동안 그를 위기에서 구해준다. 하지만 닥터가 실제적으로 그녀의 존재를 알게 된 것은 먼 미래의 달렉 정신병동 한 중심에서 달렉의 모습을 띈 채 닥터를 도와주다 사망하던 때부터이다. 이후 1842년 런던에서 가정교사로 다시 한 번 등장하였다가 죽음에 이르자 이를 이상하게 여긴 닥터가 그녀를 직접 찾아나섰고, 이후 타임라인으로 뛰어들기 전의 20대 클라라를 만나 함께 시간 여행을 하게 된다. 닥터의 타임라인에서 닥터에 의해 구해진 그녀는 계속 닥터와 여행을 하게 된다. 참고로, 원래 이름은 클라라 오스윈 오스왈드이며, 닥터와의 만남 중 스스로를 오스윈이라고 칭한 바 있다.
- 빌 포츠 (Bill Potts) | 펄 매키 (성우 : 오인실)

#### 주변 인물
- 재키 타일러 (Jackie Tyler) | 커밀 코두리 (성우 : 안경진)

로즈의 어머니로 수다스럽고 때로는 속물근성도 보이지만 진심으로 로즈를 아끼고 있다. 로즈가 갓난아이일 때 남편을 잃고 홀로 로즈를 키워왔다. 닥터와 여행하는 것이 로즈에게 위험하다는 것을 알고 처음에는 무척 반대했지만, 점점 닥터를 신뢰하게 되면서 함께 여행하는 것을 허락했다.
- 미키 스미스 (Mickey Smith) | 노엘 클라크 (성우 : 한호웅 (시즌 1), 윤동기 (시즌 2, 4), 홍진욱 (2008-2010 스페셜))

로즈의 남자친구로, 자동차 정비 공장에서 일하고 있다. 상냥한 성격이지만 소심하고 겁이 많으며, 일편단심 스타일이다. 한때 로즈가 닥터와 함께 사라지자 로즈를 살해했다는 누명을 쓴 적도 있었다. 국방부 컴퓨터를 해킹하는 등 컴퓨터 및 전자기기를 능숙하게 다룬다. 학교에 침입한 크릴리테인 사건을 해결한 뒤부터 로즈를 따라 닥터와 함께 시간 여행을 하기 시작했다. 하지만 나중에는 인간 닥터와 결혼한 로즈를 뒤로 하고 마사와 결혼해 프리랜서로 함께 일한다.
- 캡틴 잭 하크니스 (Captain Jack Harkness) | 존 배로먼 (성우 : 홍성헌 (시즌 1), 홍진욱 (시즌 3 ~ 2008-2010 스페셜, 토치우드 시즌 4))

51세기에서 건너온 시간 여행자로, 전직 시간요원이었다고는 하지만, 주로 다른 시간요원들을 상대로 사기를 치는 사기꾼이었다. 사기를 치던 과정에서 문제가 생겨 닥터 일행에게 도움을 받으며 닥터와 동행하게 되었다. 위성채널 5에서 달렉에 의해 사망하지만, 시간의 소용돌이를 흡수한 로즈에 의해 다시 살아나 불사의 몸을 갖게 되었다. 이후 토치우드에 들어가 카나리워프 전쟁 이후 재편된 토치우드의 제 3팀 지휘관이 되었다. 훗날 ‘보의 얼굴’이 되어 51세기 신 지구에서 삶을 마감했다고 알려져 있다.
- 사라 제인 스미스 (Sarah Jane Smith) | 엘리자베스 슬레이든 (성우 : 장유진 ("후박사의 모험"), 손정아 (시즌 2, 2008-2010 스페셜), 안경진 (시즌 4))

영국의 저널리스트. UNIT이 주관하는 과학자들의 모임에서 과학자들이 사라지자 이를 취재하기 위해 잠입했다가 닥터를 만나게 된다. 이후 닥터와 함께 여행하게 되었고, 3대 닥터의 죽음을 눈앞에서 목도하기도 하였다. 4대 닥터와 긴 시간을 함께 여행했으며, 〈The Five Doctors〉에서는 1, 2, 5대 닥터를 만나기도 했다. 닥터의 곁을 떠난 뒤에는 닥터가 남기고 간 K-9 III형을 데리고 홀로 살았으며, 프리랜서 기자로서 지역의 수상한 사건들을 조사하며 보냈다. 비정상적으로 놀라운 성적을 내는 학교를 조사하던 중 10대 닥터와 다시 만났고, 이후 루크 스미스라는 양아들과 근처 동네 아이들, 미스터 스미스라는 슈퍼 컴퓨터와 함께 외계인으로부터 지구를 지키고 있다. 가장 많은 닥터(1, 2, 3, 4, 5, 10, 11대)를 만난 동행자이기도 하다.
- 윌프레드 모트 (Wilfred Mott) | 버나드 크리빈스 (성우: 김정호 (시즌 4), 황원 (2008-2010 스페셜))

도나 노블의 외할아버지. 도나의 엄마인 실비아 노블과는 달리 도나를 이해하고 아껴준다. 신문 가판대에서 일하며 크리스마스 타이타닉 사건 때 닥터와 처음 대면했으며, 달렉이 지구에 침공했을 때는 페인트 총을 들고 싸우기도 했다. 이후 갈리프레이의 부활 사건 때 지구에서 유일하게 마스터에 대한 악몽을 잊지 않고 닥터를 찾아 도움을 요청한다. 10대 닥터의 죽음과 깊은 연관을 지니는 중요한 인물이다.
- 로리 윌리엄스 (Rory Williams) | 아서 다빌 (성우 : 남도형)

에이미의 남편이자 닥터의 장인으로 약간 어리버리하다. 어릴 때부터 에이미의 요구 대로 닥터 코스프레를 하며 에이미의 마음을 얻기 위해 노력했다. 에이미의 결혼 전날 닥터의 동행자로서 함께 여행하기 시작했으며, 시간에 빨려가 존재 자체가 지워졌다가 에이미가 기억해냄으로써 되돌아왔다.
- 리버 송 / 멜로디 폰드 (River Song / Melody Pond) | 앨릭스 킹스턴 (성우 : 최문자 (시즌 4), 손정아 (시즌 5~9))

닥터의 아내이자 ‘타디스의 아이’라고도 불린다. 닥터 입장에서는 10대 닥터 시절 51세기의 도서관 행성을 발굴하러 온 고고학 교수로 처음 만났으며, 리버 송의 입장에서는 아주 어릴 적에 ‘자신에 대해 모든 것을 알고 있는 남자’로 처음 만났다. 제 2의 빅뱅 사건 때 처음 잉태된 그녀는 이후 출생 직후 ‘사일런스’라는 의문의 종교 집단에 납치되어 닥터를 살해하도록 세뇌당한다. 이후 두 번의 재생성 끝에 닥터와 자신과의 관계를 깨닫고 자신의 재생성 에너지를 죽어가는 닥터에게 모두 주기도 한다. 자신의 운명을 바꾸어 닥터를 살해하지 않으려 노력하지만, 자신이 죽이게 될 닥터가 실제가 아닌 테셀렉터를 탄 닥터라는 것을 알고 운명을 받아들인다. 사실상의 죽음인 ‘데이터 베이스화’된 이후에도 닥터와 영적 교감을 할 수 있는 것으로 알려져 있다. 대체적인 시간 흐름이 역으로 흐르기 때문에 ‘닥터의 미래’라고도 불린다.
- 마담 바스트라 (Madame Vastra) | 니브 매킨토시 (성우 : 오수경)

제니 플린트 (Jenny Flint) | 카트린 스튜어트 (성우 : 안찬이 (시즌 6), 이미연 (시즌 7~9))
스트렉스 (Strax) | 댄 스타키 (성우 : 서문석)
‘패터노스터 갱 The Paternoster Gang’이라고도 불리는 이들은 각기 다른 종족으로서 각기 다른 이유로 서로 만났지만, 닥터에게 목숨 빚을 졌다는 공통점이 있다. 지구의 지하 파충류 종족 실루리안인 마담 바스트라와 인간 제니는 주인과 종이자 부부 관계로 빅토리아 시대의 런던에서 살고 있었으며, 나중에 ‘디몬스 런’에서의 사건 때 ‘닥터의 비밀 군대’ 일원으로 처음으로 만난 손타란 의무병 스트렉스가 함께 살게 되었다. 닥터가 에이미와 로리를 잃고 실의에 빠져있을 때 그를 숨겨 돌봐주었으며, 이후 닥터 역시 이들을 은인으로 여기고 아끼게 된다. 이후 클라라 오스왈드, ‘위대한 지성’과 여러 번 엮이게 되고, 마침내는 닥터의 비밀이 풀리는 자리에도 함께하게 된다.
- 피트 타일러 (Pete Tyler) | 숀 딩월 (성우 : 오세홍)

로즈가 갓난아기 때 뺑소니 자동차 사고로 죽은 아버지이다. 항상 엉뚱한 발명에 몰두해 집안을 돌보지 않아 재키와 싸우는 일이 잦았으나 피트가 사망한 후 재키가 많이 그리워하는 모습을 보였다.
시즌 1 에피소드 8 "Father's Day" (아버지의 날)에서 아버지의 최후를 지켜보고 싶은 로즈의 부탁에 의해 그때로 돌아가지만 로즈가 충동적으로 아버지를 살리자 타임 패러독스가 일어나 전 인류가 멸망할 위기에 놓였다. 그러자 스스로 자동차에 뛰어들어 타임 패러독스를 원상태로 되돌렸다. 이것 때문에 역사에서 피트의 사망 장면이 약간 바뀌었다.
시즌 2 에피소드 5~6에서 평행 지구인 Cybernetics Earth에는 또 다른 피트 타일러인 'Peter Tyler'가 성공한 사업가로 존재하고 있었다. 그러나 딸인 로즈는 평행 지구에 존재하지 않아 로즈의 존재를 인정하지 않으려 했으나 시즌2 에피소드 13 "Doomsday" (최후 심판의 날)에서 원래 세계로 건너와 닥터 일행을 돕고 로즈, 재키를 데리고 평행 지구로 돌아간다.
- 아스트리드 페스 (Astrid Peth) | 카일리 미노그 (성우 : 유지원)

시즌 4 크리스마스 스페셜 "Voyage of the Damned"에서 등장한 우주 여객선 타이타닉호의 웨이트리스로, 출신 행성은 스토(Sto)이다.
호주의 세계적인 팝 가수, 카일리 미노그가 연기해 화제가 되었다.
- 제니 (Jenny) | 조지아 모펏 (성우 : 박지윤)

시즌 4 에피소드 6 "The Doctor's Daughter"편에서 등장한 닥터의 딸이다. 닥터의 진짜 딸은 아니고 닥터의 유전자로 복제한 일종의 복제 인간이다. 심장이 2개이고 거의 모든 타임로드의 특성을 가지고 있지만 닥터는 딸이라고 인정하지 않는 듯하다. 이름의 뜻은 "Generated Anomaly (변칙적 출생)"을 줄인 것으로 도나가 지어주었다.
마지막에 Cobb 장군의 총격으로 쓰러지고 닥터 일행이 떠난 후 장례 절차를 치르던 중 테라포밍의 영향으로 깨어나 우주로 여행을 떠난다. 차후의 에피소드에서 닥터 일행과 다시 만날 것으로 보인다. (6시즌에서 나온다는 루머가 돌았던 적이 있음.)

### 외계인과 악당
오랜 기간 방영된 드라마인 만큼 외계인과 악당도 그 수가 어마어마하다. 닥터 후 사상 닥터를 제외하고 처음으로 등장한 외계인은 스카로 행성의 두 종족이자 대립관계인 달렉과 탈족이었다. 이후 등장한 외계인들 중에는 육체가 없는 외계인(이터널, 바스타너라다, 위대한 지성 등)도 있으며, 인류 이전의 지구에 살던 고등종족(실루리안)도 있다. 하지만 극중 등장 외계인들 모두가 닥터의 적은 아니다.

#### 타임로드 종족
- 마스터 (The Master/Missy) | 존 심, 미셸 고메즈, 사샤 다완 (성우 : 오세홍 → 양석정 / 민지)

3대 닥터 시절 처음 등장한 닥터의 오랜 타임로드 친구이자 숙적이다. 평생을 마지막 타임로드 대통령 라실론이 집어 넣은 ‘전쟁을 부르는 북소리’를 듣고 살았다고 전해진다. 닥터와의 여러 사건들 끝에 최후에는 13개의 생명을 모두 다 써버렸지만, 밀레니엄을 전후해 인간 기생체로 부활한 적이 있으며, 이후 대 시간전쟁 도중에 타임로드 평의회는 마지막 병기로 마스터를 내세우기로 결정하고 그에게 타임로드로서의 새 생명을 부여하게 되면서 부활하게 된다. 2014년 시즌 8 여성으로 재생성한 ‘미시’로 등장하며 타임로드의 성별이 재생성으로도 바뀔 수 있다는 살아있는 증거가 되고 있다.

#### 기계화된 종족
- 달렉 (The Dalek) (성우 : 이호인 (시즌 1), 김소형 (시즌 1,8,10), 오세홍 (시즌 4), 이광수 (시즌 5,9), 석원희 (시즌 6), 배영규시즌 7))

달렉은 마스터보다도 오래된 닥터의 적이자 닥터 후에서 가장 인기가 높은 악당으로, 닥터 후의 두 번째 스토리 아크인 〈The Daleks〉(달렉들)에서 처음 등장했다. 오랜 전쟁이 지속되던 스카로의 칼레드의 데브로스라는 과학자가 고농도의 방사능을 견딜 수 있는 유전적 변이를 발견해 최종진화를 위해 동족을 기계화된 생물체로 개조했고, 그 최종진화와 탈족 말살의 사상 때문에 자신들 이외의 종족을 말살하여야만 하는 사상을 가지게 되었다.
- 사이버맨 (Cyberman) (성우 : 홍진욱 (시즌 5,8,10), 이광수 (시즌 7))

사이버맨은 다양한 세계에서 다양한 방식으로 출연하였다. 그들의 형태는 모두 감정을 제거한 생명체의 뇌와 신경을 기계의 몸체에 이식하는 형태를 취한다. 다만, 올드 시리즈에서 등장하던 사이버맨은 지구의 쌍둥이 행성 몬다스(Mondas) 주민들을 대상으로 개조한 것이라면, 닥터 후 새 시리즈에서는 인간 혹은 모든 생명체를 대상으로 개조한 버전이다. 원래는 모든 인간이 계급, 성별, 감정이 제거된 똑같은 형태의 사이버맨으로 개조되어야 한다고 생각하지만, 경우에 따라 사이버 리더나 사이버 우먼, 사이버 킹과 같은 변주된 형태의 지도자를 만들어 내기도 한다. 사이버맨은 업그레이드를 통해 새로운 기술을 습득하고 더욱 강력해지는데, 가장 최근에 등장한 사이버맨 집단은 ‘사이베리아 제국’을 이루어 행성계 하나를 통째로 점령했을 만큼 그 규모가 증대하였다.

### 멀티 닥터 에피소드
닥터의 재생성 능력을 활용하여 특정 사건을 해결하기 위해 과거에 출연했던 닥터를 여럿 등장시켜 이야기를 전개해 나가는 에피소드를 ‘멀티 닥터 에피소드’라고 한다. 그 첫 출발은 시즌 10의 첫 시리얼인 〈The Three Doctor〉(세명의 닥터)로, 닥터 후 방영 10주년을 기념하기 위해 만들어졌다. 당시 1대 닥터는 몸이 좋지 않아 몇 장면 정도밖에 나오지 못했으며, 결국 이 작품이 그의 마지막 등장이 되었다. 뿐만 아니라 2대 닥터와 3대 닥터 간에 서로를 싫어하며 싸우는 모습이 나타나는데, 이같은 ‘자아 분열’적 모습은 이후 멀티 닥터 시리즈에서 빼놓을 수 없는 특징으로 자리잡았다.
20주년인 1983년에는 90분짜리 스페셜로 과거의 5명의 닥터가 모두 출연하는 〈The Five Doctors〉(다섯명의 닥터)가 방송됐는데, 이때 1대 닥터 역의 윌리엄 하트넬은 이미 사망한 뒤여서 리처드 헌델이 대역을 맡았고, 4대 닥터 역의 톰 베이커는 닥터 후로 몸값이 상상 이상으로 치솟은 뒤라 거의 출연하지 못하고 기존 촬영분 중 미방영분을 잘라 사용하게 됨으로써 반쪽짜리 스페셜이 되고 말았다. 이후 2년 뒤 시즌 22의 시리얼 중 하나로 6대 닥터와 2대 닥터가 출연한 〈The Two Doctors〉(두명의 닥터)가 나왔으나 크게 인기를 끌지는 못했으며, 휴방기인 1993년에는 자선 에피소드이자 30주년을 기념하는 에피소드였던 〈Dimensions in Time〉(시간의 차원)에 3대부터 7대까지의 닥터가 모두 출연한 적이 있으나, 이는 영국 장수 드라마 《이스트엔더스》와의 크로스 오버 작품으로 공식 스토리라인에서 벗어난 에피소드였다.
새 시리즈에 들어서서는 10대 닥터 시기에 〈Time Crash〉(시간 충돌)이라는 자선 에피소드에 5대 닥터가 함께 출연하여 새 시리즈 첫 멀티 닥터 에피소드로 기록되었다. 모두가 기대를 모았던 50주년 에피소드에는 공식적으로는 10대 닥터와 11대 닥터, 이에 더해 8.5대 닥터에 해당하는 일회성 닥터인 ‘워 닥터’까지 총 3대의 닥터가 함께 출연해 열연하였다. 또한 여기에 의문의 영국 내셔널 갤러리 큐레이터로 분한 4대 닥터 역의 톰 베이커, 12대 닥터인 피터 카팔디가 깜짝 등장하였으며, 나머지 닥터들도 정밀 마네킹과 과거 방송분 편집 등을 통해 등장함으로써 궁극적으로는 올드 시즌 닥터들과 뉴 시리즈 닥터 모두가 등장했다. 한편, 50주년 에피소드 방영 뒤에는 BBC 레드버튼을 통해 5대 닥터인 피터 데이비슨이 직접 감독하고 5, 6, 7, 8대 닥터가 모두 출연하는 다큐 형식의 코미디 에피소드 〈The Five(ish) Doctors Reboot〉(다섯 닥터들의 닥터 후 리부트)가 방영되기도 했으며, 속편 또한 제작 예정에 있다. 시즌 8의 첫 에피소드인 〈Deep Breath〉(숨을 멈춰라)에서 11대 닥터가 잠시 등장하기도 하였다.
그리고 시즌 10의 마지막 에피소드의 마지막에 1대닥터가 등장하였으며, 그리고 그다음 크리스마스 스페셜에서 1대 닥터가 계속 등장하게 되었다.

## 국제 방영과 홈 비디오

### 국제 방영
가장 먼저 방영이 시작된 곳은 1964년 9월 뉴질랜드이며, 이후 영미권, 특히 과거 영연방이었던 국가를 중심으로 차례로 방송되기 시작하였다. 1998년 TV 영화판은 미국 자본으로 제작되어 초연되기도 하였으며, 새 시리즈에 이르러서는 일부 시즌을 캐나다 CBC, 미국 BBC 아메리카 등에서 제작비를 대기도 했다.
2014년 1월 기준으로 대한민국을 포함한 전 세계 98개국에서 방영되고 있으며, 국가별 방송사의 라이선스 더빙 방영은 물론, BBC의 국제 방송 채널인 ‘BBC 월드 와이드’의 자회사(BBC 엔터테인먼트, People+Arts, UKTV, Style UK 등)를 통해 자막과 함께 전 세계로 위성 송출되고 있다. 이들 방송국은 BBC가 닥터 후 50주년을 맞아 기획한 ‘50주년 에피소드 전 세계 동시 송출’ 계획에 큰 지지자가 되어주었다.
현재 최신 시즌을 방영하고 있는 주요 닥터 후 송출 국가는 다음과 같다.
| 대륙                 | 국가 및 방송국                                                                   | 대륙             | 국가 및 방송국                                                                              |
| -------------------- | -------------------------------------------------------------------------------- | ---------------- | ------------------------------------------------------------------------------------------- |
| 미주                 | 미국 - BBC 아메리카 캐나다 - Space 멕시코 - BBC Entertainment 브라질 - BBC HD 등 | 유럽             | 프랑스 - France 4 독일 - Fox 포르투갈 · 스페인 - Syfy 이탈리아 - Rai 4 러시아 - Карусель 등 |
| 아시아 및 오세아니아 | 대한민국 - KBS 1TV 오스트레일리아 - ABC1 뉴질랜드 - Prime 등                     | 중동 및 아프리카 | 이란 - BBC Persian 튀르키예 - CNBC-e 이스라엘 - yes 등                                      |

### 홈 비디오 출시

#### 영미권
과거에는 레이저디스크(초기 8개 시즌)와 베타맥스(나머지 클래식 시즌) 등으로 발매되다가, 2002년 이후 클래식 시즌에 대한 DVD 판매를 결정, 상태가 좋은 시리얼부터 발매를 시작하였다. 현재 1대, 2대 닥터의 일부 에피소드를 제외하고는 모든 클래식 에피소드가 발매되었다(단, 일부 잃어버린 에피소드는 슬라이드 쇼 버전이 그대로 실렸다). 새 시리즈부터는 방영 후 2주 이내에 출시되는 각 에피소드별 DVD와 함께 스페셜 피쳐가 포함된 시즌별 컴플리트 세트가 발매되고 있으며, 2009년의 스페셜 에피소드 〈Planet of the Dead〉(죽은 자들의 행성)부터는 HD 1080i 제작이 이뤄지면서 2008-2010 스페셜부터는 블루레이도 함께 발매되기 시작하였다(이 가운데 〈The Next Doctor〉(두 명의 닥터)는 컴플리트 블루레이 세트가 발매되는 과정에서 SD급 촬영분을 블루레이급으로 변환하여 출시). 이후 뉴 시즌 1 ~ 4까지의 에피소드가 1080p 업스케일 리마스터링을 거쳐 뉴 시즌의 모든 에피소드와 함께 묶여 2013년 11월 5일 영미권에서 출시되었다.

#### 대한민국
새 시리즈 시즌 1과 2가 팬들의 요청에 따라 2008년 KBS 미디어를 통해 DVD로 발매되었다. 영국 버전과는 다르게 한국 팬덤을 위한 총 각본이자 책임 감독 러셀 T. 데이비스의 인사말이 추가로 들어가 있었으며, 영국판에서도 청각장애인용 영어 자막이 제공되지 않았던 각 에피소드의 음성해설에 한국 자막을 지원하였다. 2008년 7월 15일에 시연회를 개최하여 팬들에게 소개한 후 7월 25일에 발매하였다. 하지만 시즌 1~2의 더빙판 미수록과 함께 낮은 품질의 자막 문제와 상대적으로 높은 가격 등의 이유로 잘 팔리지 않아 이후 시즌의 DVD 발매가 무기한 연기되었다.
이후 지속적인 팬덤의 DVD 발매 요청으로 2011년 6월 1일 KBS에서 시즌 3를 한국어 더빙이 추가된 예약 생산형 수집가 한정판으로 제작하기로 결정하여 10월 10일에 발매되었으며, 시즌 4 역시 시즌 3와 같은 방식으로 4월 말경 출시되었다. 이후 시즌 3와 4의 일반 보급판이 출시되었으며, 최근에는 시즌 5, 6, 2008-2010 스페셜, 시즌 7, 50주년 스페셜, 시즌 8이 차례로 SD급 화질의 DVD 버전으로 발매되었다.

## 세계관의 확장

### 극장 영화
닥터 후 시리즈가 흥행에 성공하자 가장 인기있었던 에피소드인 〈The Daleks〉(달렉들)과 〈The Dalek Invasion of Earth〉(달렉의 지구 침공)을 리부트시킨 스핀오프격 영화인 《Dr. Who and the Daleks》(후 박사와 달렉들)과 《Daleks' Invasion Earth: 2150 A.D.》(달렉의 지구 침공: 2150년)을 영국에서 각각 1965년과 1966년에 개봉하였다. 피터 쿠싱이 열연했던 영화판에서의 닥터는 타임로드가 아닌 ‘후 박사(Dr. Who)’라고 불리는 인간 과학자로, 두 명의 증손자와 자신이 초대한 몇몇 동행자와 스스로 개발한 타임머신을 타고 여행한다는 설정을 담고 있었다. 영화 제작팀에서는 이 영화 시리즈를 ‘달렉 시리즈’로 하여 계속 이어가고자 하였고, 실제로 〈The Chase〉(추격) 에피소드를 바탕으로 한 세 번째 영화를 개봉하려 하였으나, 이전 두 영화의 흥행 실패로 각본 단계에서 중단되었다. 이들 영화는 코믹스 등에서 재활용하여 컨티뉴이티를 살리기 위해 노력하였으나, 현재는 공식 타임라인의 일부로 인정받지 못하고 있다.
2011년 11월에는 데이비드 예이츠 감독이 BBC 월드와이드와 함께 2 ~ 3년 내 개봉될 새로운 극장판 시리즈를 기획하고 있다는 뉴스가 나오기도 했다. 이 계획은 당시 총 감독인 스티븐 모팻의 동의 없이 BBC 월드와이드 측이 협의를 진행했던 것으로 드러났으며, 결국 기존 팬덤과 제작진의 강력한 거부 의사 표현에 기획단계에서 종결되었다.
이와는 별도로 2013년 11월 23일 50주년 기념 에피소드가 TV 방영과 동시에 영국, 미국, 러시아, 스웨덴 등의 전 세계 1,500개 극장에서 3D 상영되어 큰 수익을 거뒀으며, 이에 힘입어 시즌 8의 에피소드 1, 11 ~ 12화 등도 영미권과 일부 유럽국가에서 극장 상영되기도 했다.
한편, 2015년 11월에는 호주의 네트워크 텐 방송국을 통해 제작된 TV 시리즈 《K-9》을 기반으로 하는 극장판이 밥 베이커와 폴 탐스 감독의 제작으로 2017년에 개봉할 것이라는 발표가 있었다. 해당 에피소드에는 닥터는 등장하지 않지만 오메가는 등장한다고 한다.

### 기타 미디어
주로 4, 5, 7, 8대 닥터의 모험을 그린 라디오 드라마(현재는 10 ~ 12대 닥터의 내용도 제작하고 있으며, 주로 빅 피니쉬 프로덕션의 제작으로 라디오 CD로 발매)와 이를 엮어 출시한 오디오북, 드라마에서 사용되었던 사운드트랙을 모아 발매된 앨범, 새 시리즈 런칭과 함께 시작되어 지금은 주로 ‘8대 닥터 시기’, ‘이전 클래식 시기’, 그리고 ‘새 시리즈 시기’로 나누어 지속적으로 출간되어 오고 있는 소설과 코믹스, 1979년 10월 17일 처음 선보인 후 지금까지 491 이슈(2015년 9월 17일 기준)가 발행된 《닥터 후 매거진》 등과 함께 다양한 종류의 피규어, 게임 등이 닥터 후 유니버스를 풍요롭게 더해주고 있다. 최근에는 레고와의 협약을 통해 레고 유니버스의 다양한 제품들과의 콜라보가 예정되어 있다.

### 전시회와 컨벤션
클래식 시즌과 휴방기 때에는 간간이 열린 특별 상설 전시와 함께, 1982년부터 1986년까지 런던에서 《닥터 후 익스피리언스》라는 상설 전시가 계속된 적이 있다. 이후 새 시리즈 제작진에 의해 2005년부터 2011년까지 카디프에서 《닥터 후 전시회》라는 이름으로 공식 전시회가 개최되었고, 모팻 체제 이후에는 《닥터 후 익스피리언스》로 다시 이름을 되돌리고 전문 전시회 담당 업체에게 외주를 주어 런던과 카디프에서 2010년부터 전시회가 진행 중이며, 2017년까지 계속되었다.
닥터 후 팬덤인 후비안(Whovian)들의 축제인 컨벤션은 1986년부터 1987년까지 《닥터 후 셀러브레이션》이란 이름으로 미국 각 지방을 돌며 개최된 적이 있으며, 2012년 3월 24일부터 25일까지는 BBC 월드와이드 주관으로 영국 카디프 밀레니엄 홀에서 《닥터 후 컨벤션》을 개최하였으며, 2013년에는 닥터 후 50주년을 맞아 50주년 기념 컨벤션을 한번 더 열기도 했다.
한편, 최근에는 《닥터 후》와 《셜록》을 기반으로 하는 테마파크 계획이 BBC 월드와이드를 통해 공개되기도 하였다.

### 닥터 후 월드투어

#### 월드투어
BBC 월드와이드는 프로그램 역사상 최초로 새로운 시즌 8의 프로모션을 위한 월드투어를 기획하여 진행했다. 2014년 8월 7일부터 8월 19일까지 열린 이번 월드투어는 닥터 후 주연배우들과의 팬 미팅, 시즌 8 첫 에피소드의 프리미어 시사회 등 프로그램으로 이루어져 있었으며, 방문국에는 호주, 미국, 멕시코, 브라질 등과 함께 대한민국이 포함되었다.

#### 대한민국에서의 행사와 논란

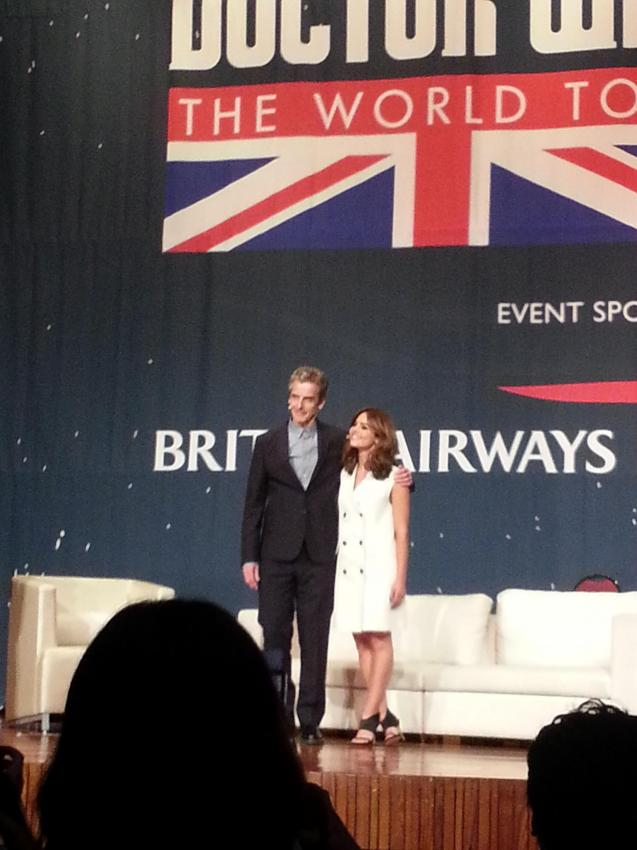
내한 행사의 피터 카팔디와 제나 콜먼

##### 행사
대한민국에서의 행사는 2014년 7월 22일부터 27일까지 진행된 사전 행사와 8월 7일에 진행된 본 행사로 나누어 진행되었다.
사전 행사로는 서울 시내 곳곳에서 깜짝 등장하는 타디스와 함께하는 인증샷 이벤트와 함께 타디스를 관람하지 못하는 지방 및 외국인 참석자를 위해서 미니 타디스를 출력, 기발하게 꾸며 응모하는 이벤트가 진행되었다. 이들 이벤트를 통해 총 200명의 참석자에게 티켓을 배부하였다.
본 행사는 63빌딩 컨벤션센터 그랜드볼룸 홀을 빌려 진행되었으며, 총 1,200여 명을 초청하여 주연배우 팬 미팅과 시즌 8의 첫 에피소드 시사회를 진행하였다. 시사회를 제외한 모든 행사 내용은 유튜브와 공식 트위터 계정을 통해 영상 및 문자로 생중계되었다. 이후 한국을 떠나며 주연배우인 피터 카팔디는 열광적 반응을 보여준 한국 팬들에게 감사의 인사를 전하기도 했다.
한편, 주한 영국대사인 스콧 와이트먼 대사는 이 행사에 큰 관심을 보이며 타디스 앞에서 직접 사진 촬영을 하고, 팬미팅 행사에 직접 참여하기도 하였다.

##### 논란
이번 행사와 관련하여, 행사장소의 선정과 그 변경과정, 티켓팅 방식 등의 문제가 행사 전부터 불거지고, 이후 행사 진행에 있어서도 미숙한 대응을 보여줘 BBC 월드와이드 본사 및 한국지부 등에 항의가 빗발치기도 했다. 또한, 본 행사 중에 한국의 아이돌 그룹 제국의 아이들이 초청되어 ‘두유노 사태’가 벌어지지 않을까 우려가 깊어졌으며, 결국 시사회 내에서 제국의 아이들의 새 앨범의 노래와 뮤비를 초청된 피터 카팔디와 제나 콜먼에게 강제로 보여주고 “뮤직비디오가 어땠나요?”, “다른 케이팝에 대해 알고 계시나요?”(Do you know other K-POP?)이라는 질문을 하여 팬들이 우려하던 사태가 벌어지고 말았다. 닥터 후 팬 관객들은 두유노 사태에 대해 야유했으며, 사회자 김성원은 “이런 질문 하지 말까요?”라며 자신의 질문에 대한 부적절성을 인정하였다.

## 같이 보기
| 등장 개념 - 닥터 - 타임로드 - 달렉 - 사이버맨 | 스핀오프 프로그램 - 토치우드 - 사라 제인 어드벤처 - K-9/K-9과 친구들 - 클래스 | 영국 드라마 - 셜록 - 스킨스 - 프라이미벌 - 라이프 온 마스 |

### 참고
1. ↑  1964년까지는 BBC TV였음.